# Ongenþeow
Ongenþeow, Ongentheow, Ongendþeow, oppure Egil, Egill, Eigil, o  anche Angantyr (Vendel, ... – Gamla Uppsala, 515), è stato un re semi-leggendario sueone della casata dei Yngling/Scylfing, di Uppsala.
I nomi riportati sono diversi e hanno ben poche connessioni etimologiche. Nel proto-norreno Ongenþeow potrebbe essere stato *Anganaþewaz, mentre Egil sarebbe stato *Agilaz. Il motivo per cui si pensa che si tratterebbe della stessa persona è perché i due occupavano la stessa posizione nella linea dei sovrani svedesi e sono descritti come padri di Ohthere e nonni di Eadgils. Si è quindi ipotizzato che sarebbero basati sulla stessa persona e i medesimi eventi, ma potrebbe essere notato che non tutti gli studiosi optano per la storicità dei personaggi nel Beowulf e nelle saghe norvegesi quali lo Ynglingatal o la Saga degli Ynglingar.

## Fonti anglosassoni
La più antica e probabilmente la meno conosciuta citazione di Ongenþeow avviene al verso 32 del poema anglosassone Widsith, del VI o VII secolo, assieme ad una lunga lista di re:
(Widsith, versi 31-33)
Nel poema epico anglosassone Beowulf Ongenþeow è descritto come un guerriero terribile per abbattere il quale ci vollero due avversari: Eofor e Wulf Wonreding. 
L'epica narra che il re dei geati, Hæþcyn, catturò la regina svedese che fu salvata dal vecchio sovrano Ongenþeow nella fortezza collinare di Hrefnesholt, sebbene lei perdette il suo oro. Ongenþeow uccise Hæþcyn e assediò i geti a Hrefnesholt poi liberati da Hygelac, fratello di Hæþcyn, giunto il giorno dopo con i rinforzi. Sebbene avesse perso la battaglia, Ongenþeow era riuscito a salvare la sua regina, dopodiché tornò in patria.
Tuttavia le ostilità non erano finite. Hygelac, nuovo sovrano dei geti, attaccò gli svedesi. I guerrieri geti Eofor e Wulf combatterono insieme contro il vecchio re Ongenþeow che alla fine fu ucciso.

## Tradizione scandinava

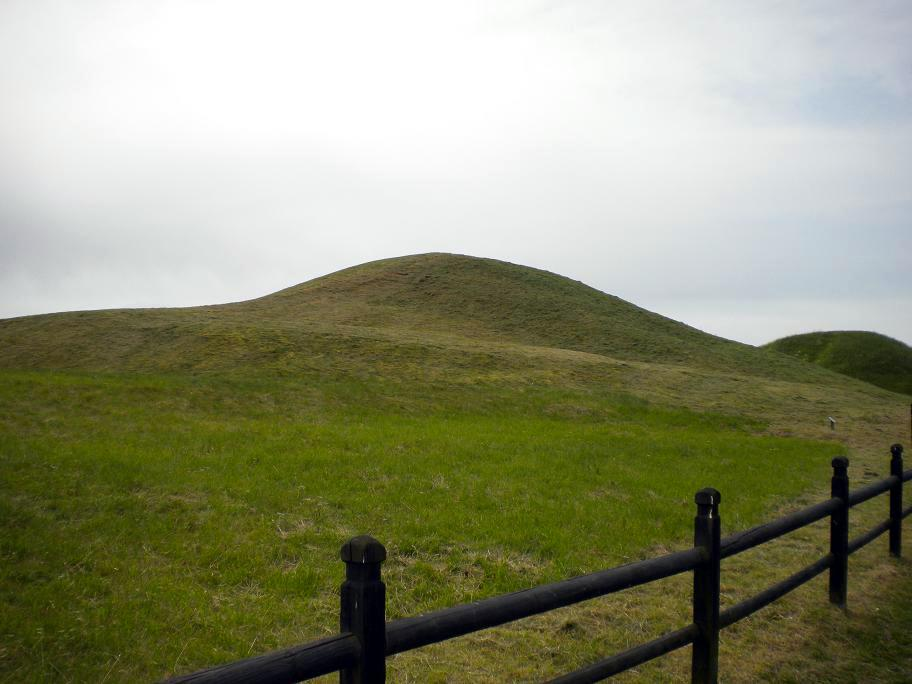
Tumulo reale Upsala, attribuito a Ongentheow/Egil dall'archeologo Birger Nerman

Il poema Íslendingabók di Ari Þorgilsson e nella Historia Norwegiae viene chiamato Egil Vendelcrow (Vendilcraca/Vendilkráka, nome dato tradizionalmente a chi viveva nello tenuta reale di Vendel, vicino a Uppsala). Tuttavia Snorri Sturluson, attribuisce il nome di Vendelcrow al figlio di Egil, Ottar (Ohthere). In queste fonti Egil è figlio di Aun il Vecchio, e come lui non era guerrafondaio. Fece dello schiavo Tunni (o Tonne) responsabile del tesoro, ma Tunni si ribellò contro Egil: combatterono otto battaglie al termine delle quali Egil si recò in Danimarca, secondo la Saga degli Ynglingar, che non fornisce date, mentre la Historia Norvegiæ non fa menzione di questa fuga. Snorri scrive che Fróði, re danese, aiutò Egil a sconfiggere Tunni e che Egil divenne suo tributario.
Egil fu ucciso da un toro durante i sacrifici al tempio di Uppsala.
Secondo l'Íslendingabók Egil successe ad Aunn e fu preceduto da Óttarr.
Le due versioni sembrano contrastare, ma è stato mostrato che le due storie potrebbero davvero descrivere uno stesso evento (Schück H. 1907, Nerman B. 1925) e che ci sarebbero state solo cattive interpretazioni di termini.